# Lärbro
Lärbro is een plaats in de gemeente, landschap en eiland Gotland in de provincie Gotlands län in Zweden. De plaats heeft 521 inwoners (2005) en een oppervlakte van 117 hectare. De plaats ligt ongeveer 10 kilometer ten noorden van Slite.
Van 1921 tot 1960 had de plaats een treinverbinding met Visby de hoofdstad van het eiland. In de plaats ligt de in de 13de eeuw gebouwde kerk: Lärbro kyrka.

## Verkeer en vervoer
Bij de plaats lopen de Länsväg 147, Länsväg 148 en Länsväg 149.